# Autoba vinotincta
Autoba vinotincta là một loài bướm đêm trong họ Erebidae.